# Slo Top 30
Slo Top 30 es la organización que representa los intereses de la industria discográfica en Eslovenia.
Tiene como objetivo velar por los intereses musicales de los artistas. El gráfico compone álbumes y compilaciones de música nacional e internacional. Éste top es el único chart oficial de Eslovenia. Debido al pequeño mercado de Eslovenia, el país no tiene su propia lista de sencillos oficial, pero tiene una variedad de listas de radio y cuadros de lista de reproducción.

## Listas de ventas
Slo top 30, se encarga de la elaboración de listas de ventas de álbumes en Eslovenia. Las listas elaboradas por Slo top 30 actualmente se publican en la página web de Val 202; y en la red social oficial del Slo top 30 en Twitter.  El gráfico se actualiza semanalmente los jueves.
Las listas semanas de la organización son:
- Top 30 Álbumes.
- Radio 94 - Música nacional y extranjera.
- Radio City - Eslovenia Hot 20.